# Airan
Airan est une ancienne commune française située dans le département du Calvados en région Normandie, devenue le 1er janvier 2017 une commune déléguée au sein de la commune nouvelle de Valambray.
Airan est peuplée de 648 habitants.

## Géographie

### Localisation
La commune est située à 11 kilomètres de Bourguébus et 17 kilomètres de Caen, dans la vallée de la Muance.
| Moult          | Moult, Canteloup           | Cléville, Croissanville         |
| Billy          | Airan                      | Croissanville, Cesny-aux-Vignes |
| Fierville-Bray | Fierville-Bray, Vieux-Fumé | Cesny-aux-Vignes                |

## Toponymie
Le nom de la localité est attesté sous les formes Ueidram et Heidram en 843,, Heidravilla en 845, Airam en 1025.
Le toponyme est d'origine germanique continentale dans une région où ils sont rares, peut-être un nom de personne pris absolument Heidrammus, Heilramnus, Hegeramnus, Hederamnus ou Hairamnus ou alors, toponyme en -ham précédé d'un appellatif ou d'un nom de personne non identifié.
Remarque : Statistiquement, les noms de personnes pris absolument, c'est-à-dire non précédés ou suivis d'un affixe ou d'un appellatif, sont rares dans la toponymie normande, en revanche, les toponymes en -ham sont fréquents dans la région (cf. Ouistreham, Étréham, Huppain, etc.). Le nom de personne contenu dans le toponyme en -ham est peut-être basé sur le thème anthroponymique germanique HEID qui a servi à former de nombreux noms de personne, dont Heidrun prénom féminin, issu du vieux norrois Heiðrún, mais qui a pu exister dans d'autres langues germaniques sous la forme *Heidrun, voire un hypocoristique du type *Heidra. En outre, Heidrammus ne semble pas ou rarement attesté	et Hederamnus, Hederammus, Hairamnus sont rares et ne conviennent guère phonétiquement.
Le gentilé est Airannais.

## Histoire
Des fouilles archéologiques ont mis au jour les restes d'une nécropole mérovingienne. On parle du « trésor d'Airan ».
En 1828, Airan (548 habitants en 1821) absorbe Valmeray (41 habitants).
En 1942, la Résistance provoque deux déraillements : dans la nuit du 15 au 16 avril et dans celle du 30 avril au 1er mai . Ces deux déraillements feront au total quarante morts et une cinquantaine de blessés parmi les soldats allemands qui se trouvaient dans ces trains de permissionnaires. À la suite de cela, la répression nazie sera tragique pour de nombreux otages : certains seront fusillés, d'autres déportés, telle Edmone Robert, institutrice a Saint-Aubin-sur-Algot.

## Politique et administration
| Période                                  | Période       | Identité                            | Étiquette | Qualité                                   |
| ---------------------------------------- | ------------- | ----------------------------------- | --------- | ----------------------------------------- |
| v. 1850                                  | 1862          | M. Borgarelli d'Ison                |           | Colonel d'infanterie ER                   |
| v.1862                                   | 1889          | Jules Alfred Le Tourneur du Coudray |           | Cadre principal au ministère des Finances |
| 1889                                     | 1903          | Stanislas Le Tourneur d'Ison        |           | Attaché à l'administration des Finances   |
| -                                        | -             | Yves Le Tourneur d'Ison             |           | Docteur en droit                          |
|                                          |               |                                     |           |                                           |
| 1966                                     | 1989          | Maurice Lecoq                       |           | Maraicher                                 |
| 1989                                     | mars 2008     | Michel Deuzet                       | SE        | Agriculteur                               |
| mars 2008                                | décembre 2016 | Patrice Martin                      | UMP-LR    | Cadre de banque                           |
| Les données manquantes sont à compléter. |               |                                     |           |                                           |

Le conseil municipal était composé de quinze membres dont le maire et trois adjoints.

## Démographie
L'évolution du nombre d'habitants est connue à travers les recensements de la population effectués dans la commune depuis 1793. À partir du 1er janvier 2009, les populations légales des communes sont publiées annuellement dans le cadre d'un recensement qui repose désormais sur une collecte d'information annuelle, concernant successivement tous les territoires communaux au cours d'une période de cinq ans. 
Pour les communes de moins de 10 000 habitants, une enquête de recensement portant sur toute la population est réalisée tous les cinq ans, les populations légales des années intermédiaires étant quant à elles estimées par interpolation ou extrapolation. Pour la commune, le premier recensement exhaustif entrant dans le cadre du nouveau dispositif a été réalisé en 2005,.
En 2021, la commune comptait 648 habitants, en évolution de −1,67 % par rapport à 2015 (Calvados : +1,58 %, France hors Mayotte : +2,49 %).
Airan a compté jusqu'à 740 habitants en 1990.
| 1793 | 1800 | 1806 | 1821 | 1831 | 1836 | 1841 | 1846 | 1851 |
| ---- | ---- | ---- | ---- | ---- | ---- | ---- | ---- | ---- |
| 574  | 341  | 603  | 548  | 631  | 633  | 631  | 632  | 603  |

| 1856 | 1861 | 1866 | 1872 | 1876 | 1881 | 1886 | 1891 | 1896 |
| ---- | ---- | ---- | ---- | ---- | ---- | ---- | ---- | ---- |
| 622  | 620  | 586  | 564  | 580  | 539  | 524  | 476  | 458  |

| 1901 | 1906 | 1911 | 1921 | 1926 | 1931 | 1936 | 1946 | 1954 |
| ---- | ---- | ---- | ---- | ---- | ---- | ---- | ---- | ---- |
| 454  | 471  | 462  | 426  | 451  | 435  | 433  | 423  | 400  |

| 1962 | 1968 | 1975 | 1982 | 1990 | 1999 | 2005 | 2010 | 2015 |
| ---- | ---- | ---- | ---- | ---- | ---- | ---- | ---- | ---- |
| 404  | 358  | 437  | 662  | 740  | 692  | 614  | 686  | 659  |

| 2018 | - | - | - | - | - | - | - | - |
| ---- | - | - | - | - | - | - | - | - |
| 670  | - | - | - | - | - | - | - | - |

| 1793 | 1800 | 1806 | 1821 |
| ---- | ---- | ---- | ---- |
| 49   | 49   | 39   | 41   |

## Lieux et monuments
- La tour de Valmeray et ses abords, site classé[17]. Cette tour en ruine est située dans un hameau proche d'Airan. Une ancienne légende raconte qu'un passage secret relie cette tour à l'église d'Airan. Cette légende dit aussi que l'ancienne cloche en or de cette église Saint-Brice est cachée dans ce passage secret. Nombreux sont ceux qui ont essayé de la trouver, sans résultat jusqu'alors.
- L'église Saint-Germain, dont la façade romane (XIIe siècle) est classée au titre des monuments historiques depuis le 25 août 1930[18].
- Le château de Coupigny (XVIIIe siècle) dont les façades et les toitures font l’objet d’une inscription au titre des monuments historiques depuis le 21 juin 1927[19]. Le parc du château fait également l'objet d'un recensement à l'inventaire général du patrimoine culturel[20]. Le parc et l'allée de tilleuls le long du RD 43 sont aussi un site inscrit[21].
- Le moulin à farine, construit vers le XIIe siècle typique de la région de Caen. Il fait l'objet d'une inscription au titre des monuments historiques depuis le 13 février 1975[22].

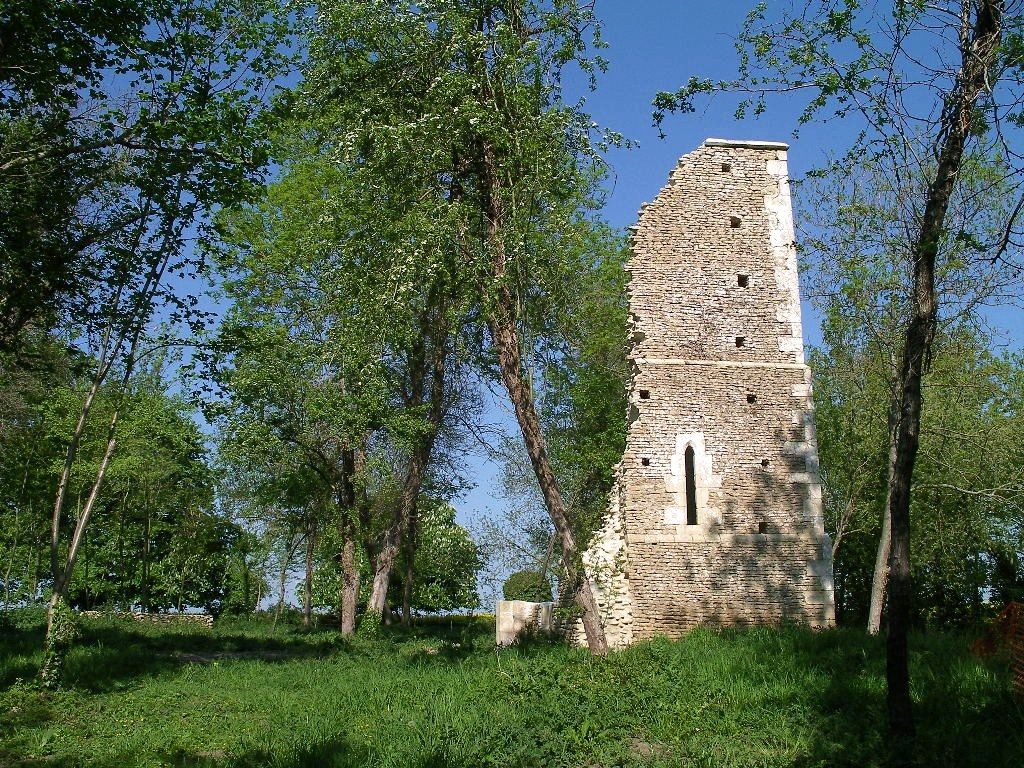
La tour de Valmeray.
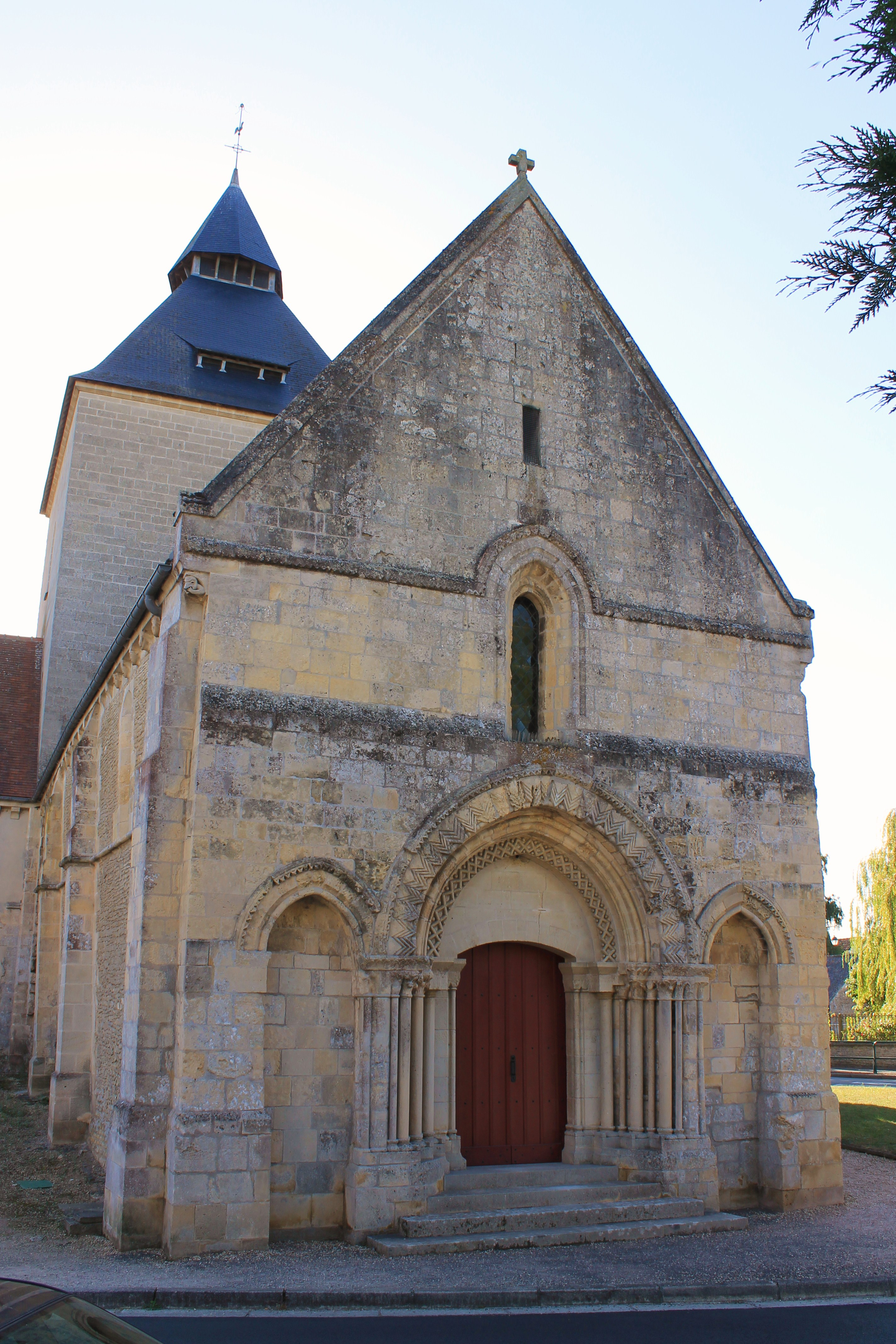
L'église Saint-Germain.
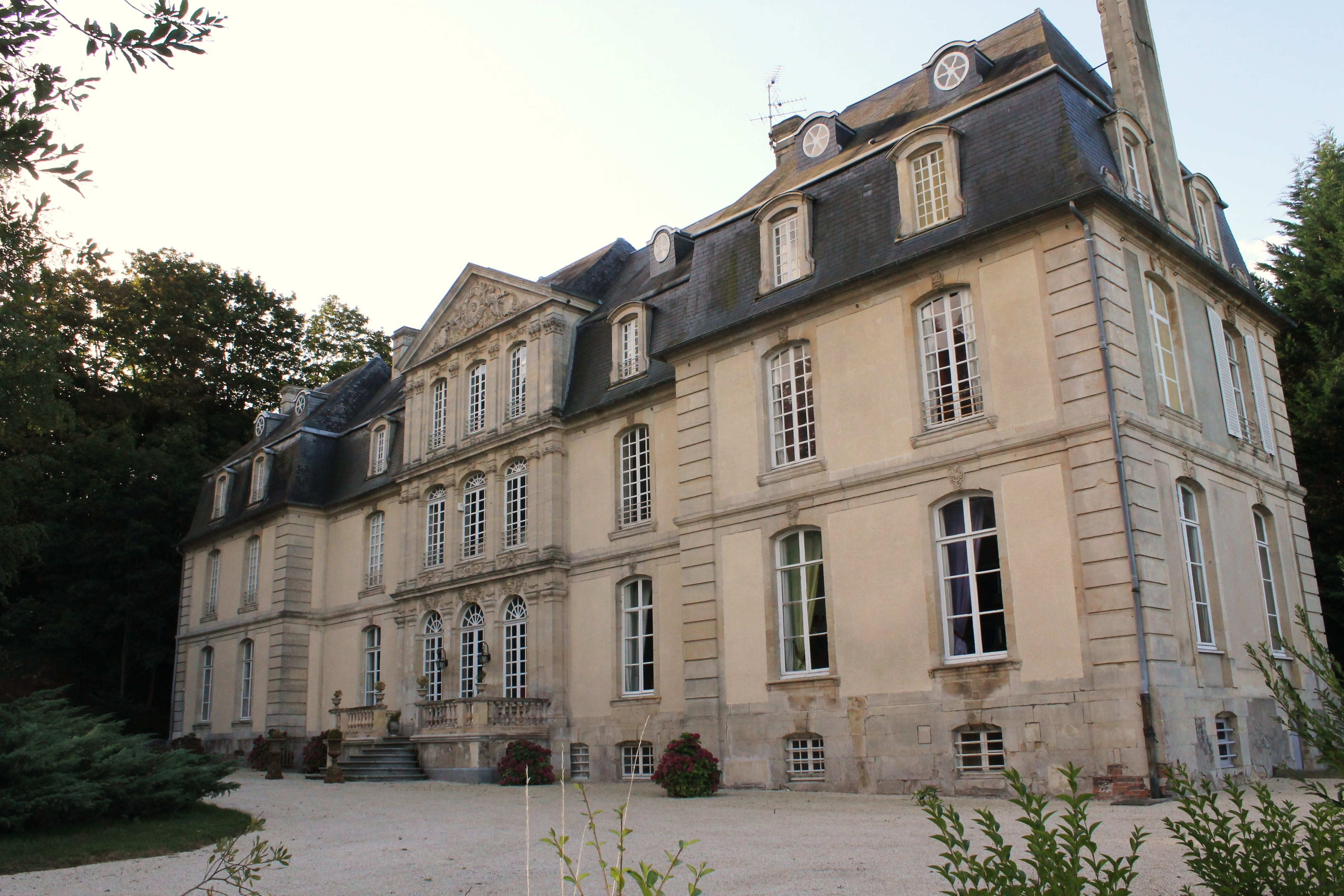
Le château de Coupigny.
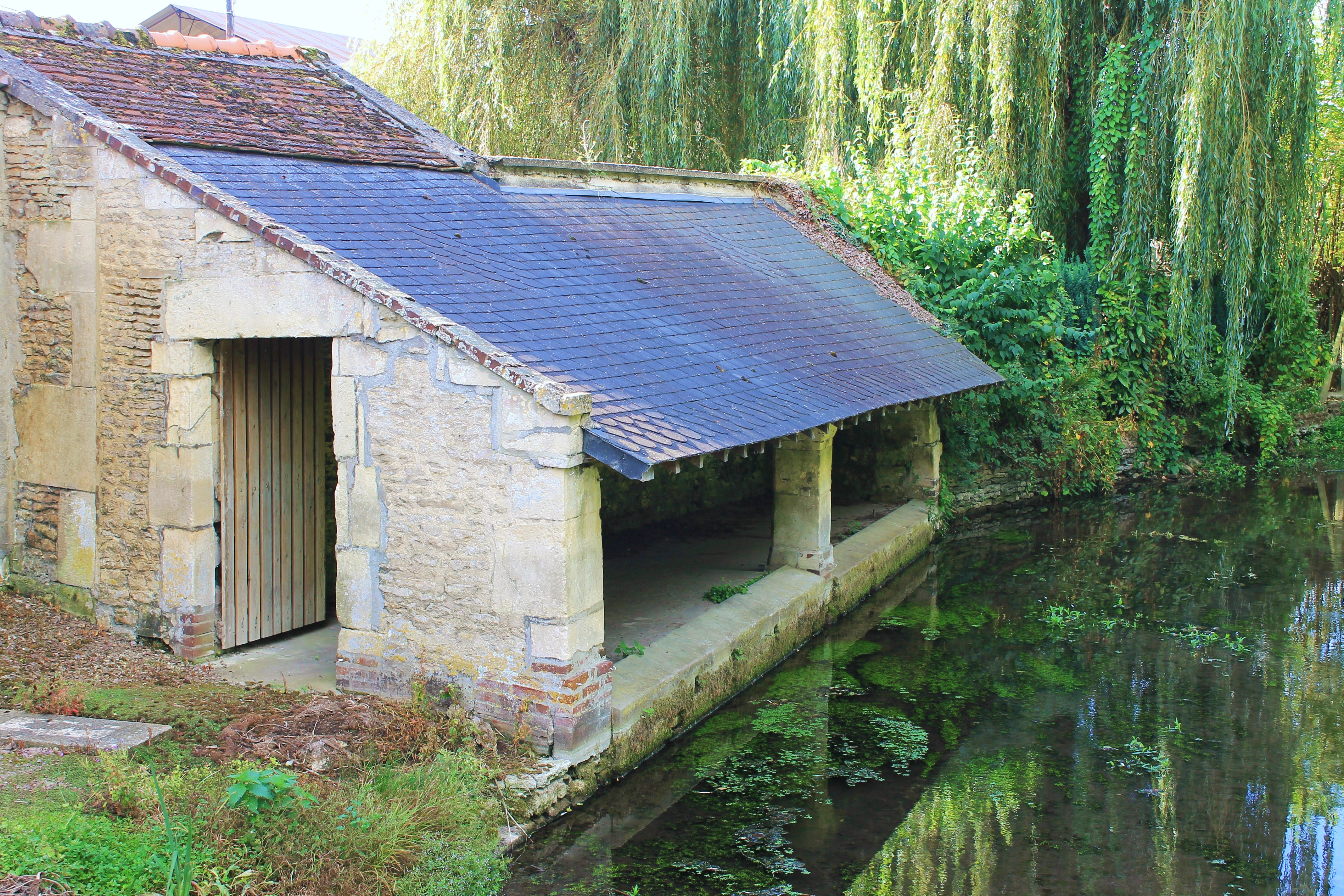
Le lavoir sur la Muance.
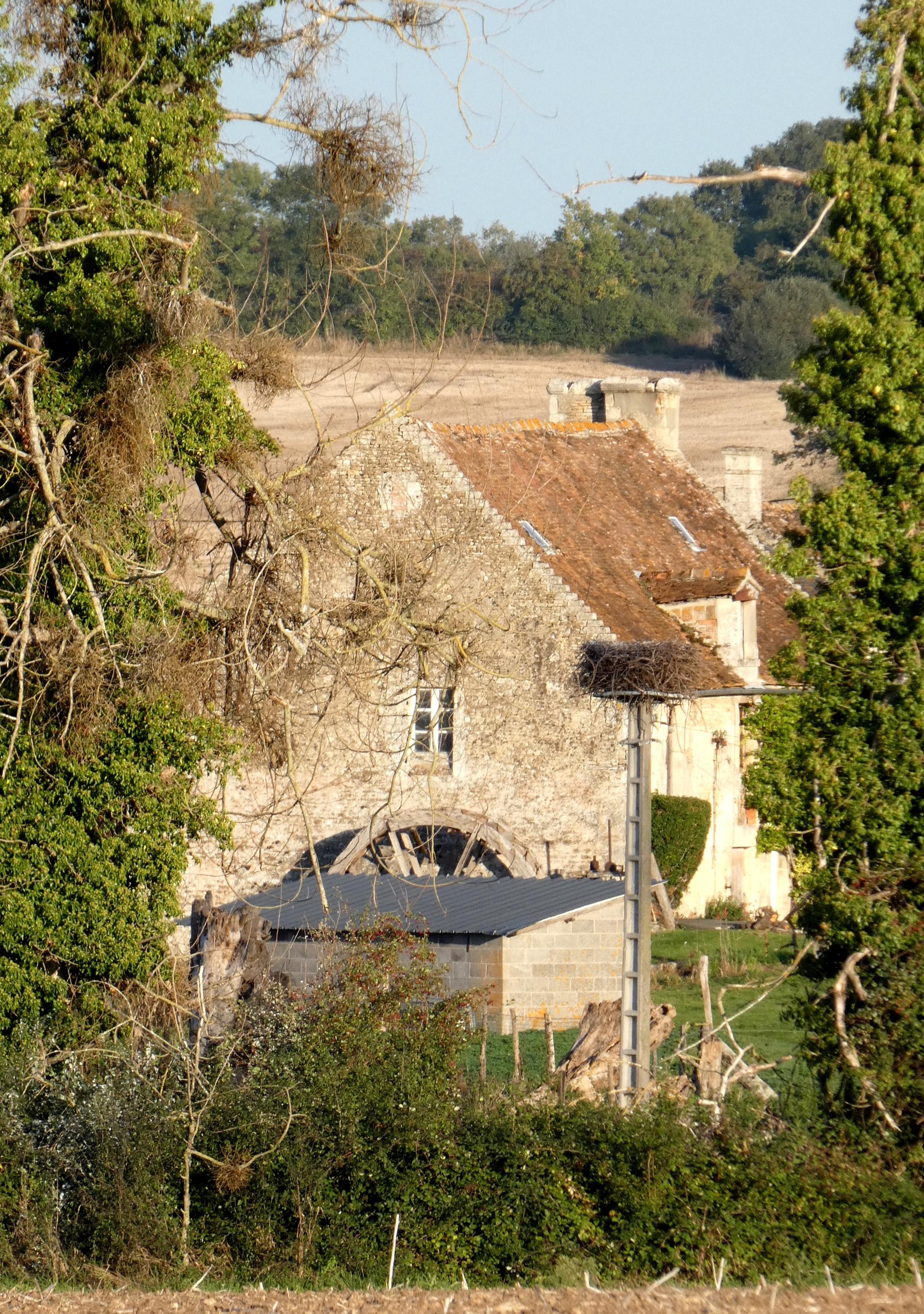
Le moulin inscrit monument historique.

### Cartes postales anciennes

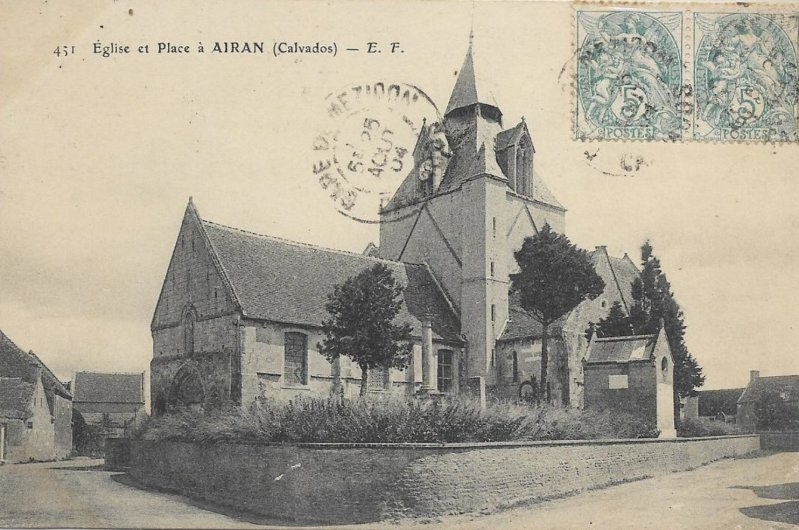
L'église vers 1904.
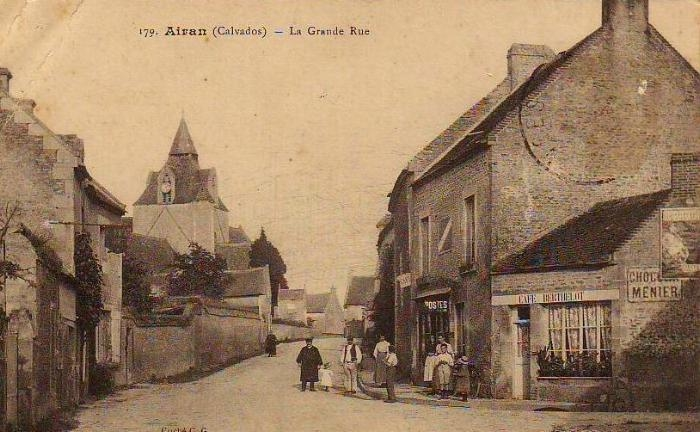
La Grande Rue vers 1920.
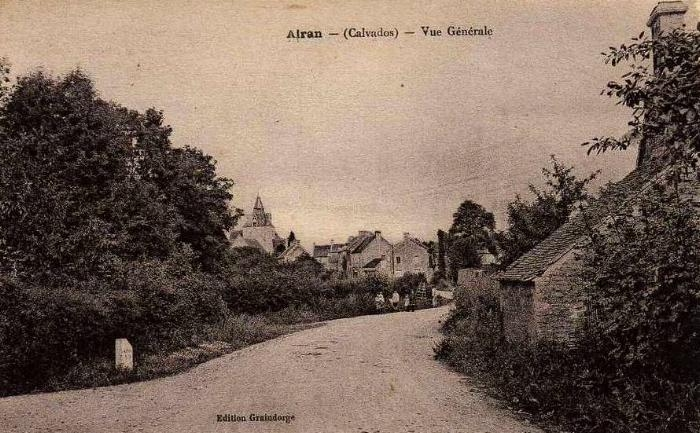
Entrée du village au début du siècle dernier.
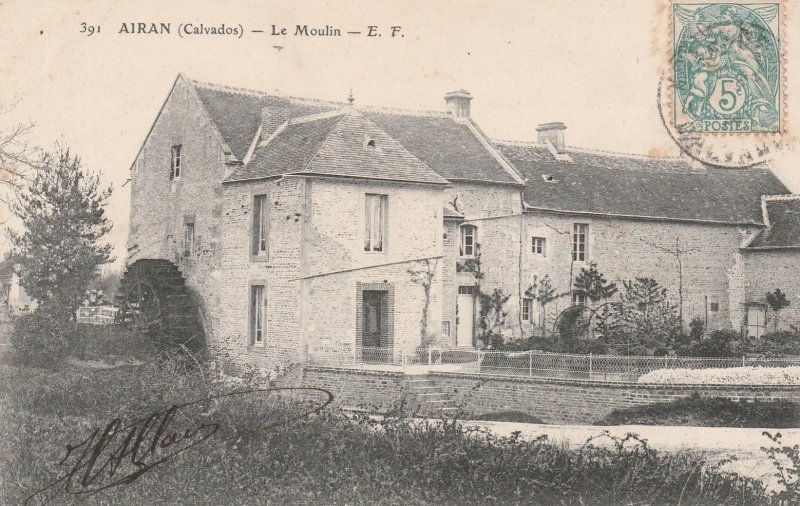
Le moulin au début du siècle dernier.
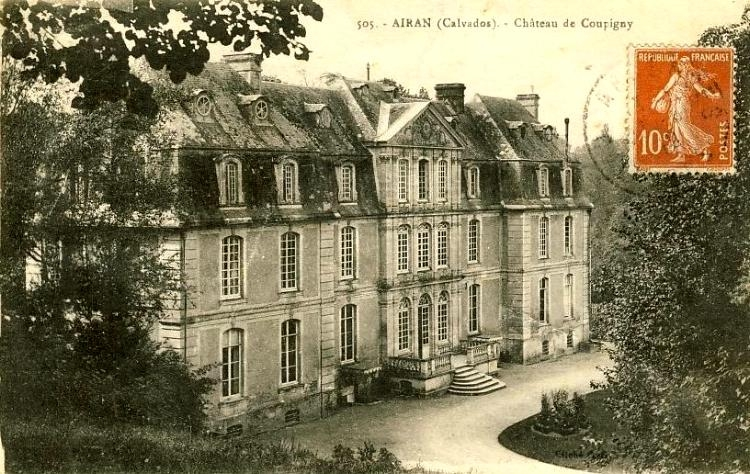
Le château de Coupigny vers 1920.
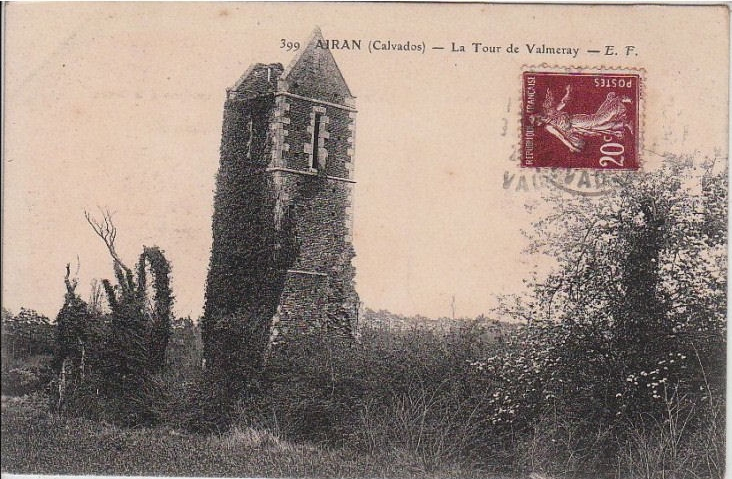
La tour de Valmeray vers 1920.